# Alkaline Trio
Alkaline Trio — группа из Чикаго. Образовалась в декабре 1996 года. Первоначально состояла из: Мэтта Скиба (вокал, гитара), Роба Дорана (бас, вокал) и Глена Портера (барабаны, вокал). После выпуска Sundials EP в 1997 году Роберт Доран был заменён бывшим басистом Slapstick Дэном Андриано. Их первый полный альбом под названием Goddamnit был выпущен в конце 1998 года. После релиза Goddamnit, трио выпустили ещё два альбома в 2000 году. В 2001 году произошло значительное изменение состава. Майк Фелумли был заменён бывшим барабанщиком The Suicide Machines Дереком Грантом, который так и остался в группе.

## История

### Ранний период (1996-2000)
Alkaline Trio выпустили свой первый мини-альбом в 1996. Это был EP Sundails. Вскоре после этого Роб Доран покинул группу. Его место занял бывший басист группы Slapstick Дэн Андриано. В 1998 году группа выпустила свой второй мини-альбом For Your Lungs Only. В том же 1998 Alkaline Trio выпустили полноформатный альбом Goddamnit. В 2000 году группа выпустила второй альбом Maybe I'll Catch Fire, а затем сборник выпущенных ранее мини-альбомов. Сборник был назван также, как и называлась сама группа - Alkaline Trio.

### From Here to InfirmaryиGood Mourning(2001—2004 гг.)
В 2001 году группа выпустила свой третий по счёту студийный альбом под названием From Here to Infirmary на новом лейбле Vagrant Records. Это первый альбом, который вошёл в чарт Billboard 200.
На синглы «Stupid Kid» и «Private Eye» были сняты видеоклипы.
Следующим альбомом был Good Mourning, выпущенный в 2003.
Группа начала появляться в различных сборниках, таких, как Rock Against Bush, Vol. 1. и Plea for Pearse, Vol.1.

### Crimson и Agony and Irony (2005-2008)
Следующим альбомом трио был Crimson, вышедший в 2005 году. С этим альбомом были выпущены три сингла "Time To Waste", "Mercy Me" и "Burn".
В октябре 2006 года было объявлено, что Alkaline Trio подписал контракт с V2 Records. 12 января 2007 года подразделение лейбла в Северной Америке объявило о том, что они подвергаются реструктуризации, чтобы сосредоточиться на своем обратном каталоге и цифровом распространении. В результате их сотрудники были отпущены, а их художники остались свободными агентами.
В январе 2007 состоялся выпуск Remains - сборника, в который вошли ранее не изданные песни и раритеты. На DVD с этим альбомом также были записи выступлений группы на The Occult Robots Tour и все видеоклипы.
С мая 2007 лейблом группы на MySpase стал Epic Records.
В 2008 группа выпустила на этом лейбле первый альбом - Agony & Irony. С этого альбома вышли два сингла - "Help Me" и "Over And Out".

### This Addiction (2009-2011)
Во время концерта в 2009, Alkaline Trio объявили, что прекращают сотрудничать с Epic Records, и их новый альбом выйдет на собственном лейбле.
18 ноября 2009 группа объявила, что новый альбом выйдет 23 февраля 2010 года на собственном лейбле Heart & Skull, который был создан совместно с Epitaph Records.
После релиза альбом стартовал на 11 месте в чарте Billboard 200, что стало лучшим результатом в истории группы.
С альбома вышло два сингла "This Addiction" и "The American Scream".

### My Shame Is True (2012-наши дни)
14 июля 2012 года в интервью The Punk Site Дэн Андриано объявил, что группа начнет записывать свой следующий студийный альбом в октябре.
1 февраля 2013 года группа выпустила клип на сингл "I Wanna Be A Worhol" - единственный сингл с альбома.
Группа анонсировала выпуск мини-альбома "Broken Wing" вместе с "My Shame Is True".
Релиз альбома и мини-альбома состоялся одновременно - 2 апреля 2013. Альбом достиг 24 места в Billboard 200. Alkaline Trio Анонсировали тур в поддержку нового альбома в 2013 году.
Тур «Past Live» состоялся в 2014 и 2015 годах. Группа исполнила все восемь студийных альбомов в течение четырех последовательных шоу в нескольких городах.
В июле 2015 Дэн Андриано заявил, что группа отправится в Англию, где проведёт несколько концертов с NOFX. Написание девятого альбома было отложено из-за работы Мэтта Скибы с Blink-182. В интервью 3 июля 2016 Скиба сказал, что он будет писать тексты для нового альбома во время летнего тура с Blink-182.
11 января 2018 года группа объявила, что остановка в Чикаго во время своего прошлогоднего тура в 2014/15 году (все восемь студийных альбомов, исполненных за четыре ночи) выйдет полностью на Blu-ray, а также в виде набора из восьми LP. Past Live выйдет в феврале 2018 года. В дополнение к этому объявлению группа также намекнула на новую музыку в ближайшее время.
Alkaline Trio планировалось выступить на Self Help Festival 3 марта 2018 года. Однако после того, как Скиба прошел операцию на горле, они были вынуждены отступить.
19 июля 2018 года Alkaline Trio анонсировали свой девятый студийный альбом "This Thing Cursed?" вместе с выпуском ведущего сингла "Blackbird".  Группа отправилась в тур по Северной Америке. 2 августа 2018 года в Instagram Скибы было объявлено, что Грант не будет играть в туре из-за продолжающихся проблем со здоровьем. Скиба и Андриано наняли бывшего гастрольного барабанщика My Chemical Romance Джаррода Александра на место Гранта в туре. Тур начался на следующий день в Далласе, штат Техас, и закончился 18 октября в Санта-Круз, штат Калифорния, а альбом был выпущен 31 августа.

## Состав

### Текущий состав
- Мэтт Скиба — вокал/гитара (1996 — настоящее время)
- Дэн Андриано — бас-гитара/вокал (1997 — настоящее время)
- Дерек Грант — ударные/вокал (2001 — настоящее время)

### Бывшие участники
- Роб Доран — бас-гитара/бэк-вокал (1996—1997)
- Гленн Портер — ударные/перкуссия (1996—2000)
- Майк Филамли — ударные/перкуссия (2000—2001)

## Дискография
Студийные альбомы
- Goddamnit (1998 г.)
- Maybe I’ll Catch Fire (2000 г.)
- From Here to Infirmary (2001 г.)
- Good Mourning (2003 г.)
- Crimson (2005 г.)
- Agony & Irony (2008 г.)
- This Addiction (2010 г.)
- My Shame Is True (2013 г.)
- Is This Thing Cursed? (2018 г.)
- Blood, Hair, and Eyeballs (2024 г.)